# Nguyên thủ Việt Nam Cộng hòa
Nguyên thủ Việt Nam Cộng hòa là người đứng đầu và đại diện cho chính thể Việt Nam Cộng hòa.
Trong suốt thời gian 20 năm tồn tại, ngôi vị Nguyên thủ quốc gia của Việt Nam Cộng hòa đã sử dụng nhiều danh xưng khác nhau, cũng như có quyền hạn và trách nhiệm khác nhau. Từ ngôi vị Tổng thống kiêm trách nhiệm đứng đầu quyền hành pháp, đến ngôi vị Quốc trưởng danh dự với những quyền lực hạn chế, thậm chí ngôi vị nguyên thủ tập thể với danh xưng "Ủy ban Lãnh đạo Lâm thời". Trong đó, danh xưng tổng thống được sử dụng nhiều nhất, trong khoảng 16 năm. Chỉ trong thời gian 4 năm, từ cuối 1963 đến 1967, danh xưng nguyên thủ Việt Nam Cộng hòa đã thay đổi 4 lần. Có cả thảy 6 người và một tập thể từng thay nhau giữ chức vụ này.

## Danh sách Nguyên thủ Việt Nam Cộng hòa
Dưới đây là danh sách các đời Nguyên thủ Việt Nam Cộng hòa (1955–1975), với các danh xưng chính thức hoặc bán chính thức đương thời:

### Đệ Nhất Cộng hoà (1955–1963)

#### Tổng thống
| TT | Hình | Tên (Sinh–Mất)            | Nhiệm kỳ         | Nhiệm kỳ                    | Thời gian     | Đảng chính trị       |
| -- | ---- | ------------------------- | ---------------- | --------------------------- | ------------- | -------------------- |
| 1  |      | Ngô Đình Diệm (1901–1963) | 26 tháng 10 1955 | 2 tháng 11 1963 (Bị ám sát) | 8 năm, 7 ngày | Đảng Cần lao Nhân vị |

#### Phó Tổng thống
| TT | Hình | Tên (Sinh–Mất)              | Nhiệm kỳ             | Nhiệm kỳ            | Thời gian       | Đảng chính trị |
| -- | ---- | --------------------------- | -------------------- | ------------------- | --------------- | -------------- |
| 1  |      | Nguyễn Ngọc Thơ (1908–1976) | 18 tháng 11 năm 1956 | 2 tháng 11 năm 1963 | 6 năm, 319 ngày | Độc lập        |

### Thời kỳ quân quản (1963–1967)

#### Nguyên thủ quốc gia
Dưới thời quân quản, các nguyên thủ quốc gia chỉ mang tính biểu tượng và ít thực quyền, lãnh đạo quân sự mới thực sự điều hành đất nước. Cũng có nhiều trường hợp lãnh đạo quân đội kiêm nhiệm luôn cả chức vụ Quốc trưởng thời kỳ này: Dương Van Minh từ 2 tháng 11 năm 1963 tới 30 tháng 1 năm 1964 hoặc Nguyễn Khánh từ 16 tháng 8 năm 1964 đến 27 tháng 8 năm 1964.
| TT | Hình                 | Tên (Sinh–Mất)                                                 | Nhiệm kỳ             | Nhiệm kỳ             | Đảng chính trị | Chức vụ                                                                          |
| -- | -------------------- | -------------------------------------------------------------- | -------------------- | -------------------- | -------------- | -------------------------------------------------------------------------------- |
| 1  |                      | Dương Văn Minh (1916–2001)                                     | 2 tháng 11 năm 1963  | 30 tháng 1 năm 1964  | Quân nhân      | Quốc trưởng kiêm Chủ tịch Hội đồng Quân nhân Cách mệnh (đến 30 tháng 1 năm 1964) |
| 1  | 30 tháng 1 năm 1964  | Dương Văn Minh (1916–2001)                                     | 16 tháng 8 năm 1964  | Quốc trưởng          | Quân nhân      |                                                                                  |
| 2  |                      | Nguyễn Khánh (1927–2013)                                       | 16 tháng 8 năm 1964  | 27 tháng 8 năm 1964  | Quân nhân      | Quốc trưởng kiêm Chủ tịch Hội đồng Quân nhân Cách mệnh                           |
| *  |                      | Tam đầu chế (Dương Văn Minh, Nguyễn Khánh và Trần Thiện Khiêm) | 27 tháng 8 năm 1964  | 8 tháng 9 năm 1964   | Quân nhân      | Uỷ ban Lãnh đạo Lâm thời                                                         |
| 1  |                      | Dương Văn Minh (1916–2001)                                     | 8 tháng 9 năm 1964   | 26 tháng 10 năm 1964 | Quân nhân      | Quốc trưởng kiêm Chủ tịch Hội đồng Quân nhân Cách mệnh                           |
| 3  |                      | Phan Khắc Sửu (1893–1970)                                      | 26 tháng 10 năm 1964 | 20 tháng 12 năm 1964 | Độc lập        | Quốc trưởng kiêm Chủ tịch Uỷ ban Lãnh đạo Quốc gia (đến 20 tháng 12 năm 1964)    |
| 3  | 20 tháng 12 năm 1964 | Phan Khắc Sửu (1893–1970)                                      | 12 tháng 6 năm 1965  | Quốc trưởng          | Độc lập        |                                                                                  |
| 4  |                      | Nguyễn Văn Thiệu (1923–2001)                                   | 19 tháng 6 năm 1965  | 31 tháng 10 năm 1967 | Quân nhân      | Quốc trưởng kiêm Chủ tịch Uỷ ban Lãnh đạo Quốc gia                               |

#### Lãnh đạo quân sự
Dưới chế độ quân quản, lãnh đạo quân sự mới là người nắm quyền de facto điều hành đất nước. Dù đôi khi lãnh đạo quân đội kiêm nhiệm luôn cả chức Quốc trưởng.
| Tên                                                                                                  | Tổ chức quân sự                        | Nhiệm kỳ                                   | Chức vụ                               | Quốc trưởng                                                |
| Dương Văn Minh                                                                                       | Hội đồng Quân nhân Cách mệnh           | 2 tháng 11 năm 1963 – 30 tháng 1 năm 1964  | Chủ tịch Hội đồng Quân nhân Cách mệnh | Bản thân                                                   |
| Nguyễn Khánh                                                                                         | Hội đồng Quân nhân Cách mệnh           | 30 tháng 1 năm 1964 – 27 tháng 8 năm 1964  | Chủ tịch Hội đồng Quân nhân Cách mệnh | Dương Văn Minh (30 tháng 1 năm 1964 – 16 tháng 8 năm 1964) |
| Nguyễn Khánh                                                                                         | Hội đồng Quân nhân Cách mệnh           | 30 tháng 1 năm 1964 – 27 tháng 8 năm 1964  | Chủ tịch Hội đồng Quân nhân Cách mệnh | Bản thân (16 tháng 8 năm 1964 – 27 tháng 8 năm 1964)       |
| Dương Văn Minh Nguyễn Khánh Trần Thiện Khiêm                                                         | Uỷ ban Lãnh đạo Lâm thời (Tam đầu chế) | 27 tháng 8 năm 1964 – 24 tháng 10 năm 1964 | Uỷ ban Lãnh đạo Lâm thời              | Bản thân (27 tháng 8 năm 1964 – 8 tháng 9 năm 1964)        |
| Dương Văn Minh Nguyễn Khánh Trần Thiện Khiêm                                                         | Uỷ ban Lãnh đạo Lâm thời (Tam đầu chế) | 27 tháng 8 năm 1964 – 24 tháng 10 năm 1964 | Uỷ ban Lãnh đạo Lâm thời              | Dương Văn Minh (8 tháng 9 năm 1964 – 24 tháng 10 năm 1964) |
| Thời kỳ dân sự ngắn ngủi của Quốc trưởng Phan Khắc Sửu (24 tháng 10 năm 1964 – 20 tháng 12 năm 1964) |                                        |                                            |                                       |                                                            |
| Nguyễn Khánh                                                                                         | Hội đồng Quân lực                      | 18 tháng 12 năm 1964 – 25 tháng 2 năm 1965 | Chủ tịch Hội đồng Quân lực            | Phan Khắc Sửu                                              |
| Nguyễn Văn Thiệu                                                                                     | Hội đồng Quân lực                      | 25 tháng 2 năm 1965 – 14 tháng 6 năm 1965  | Chủ tịch Hội đồng Quân lực            | Phan Khắc Sửu                                              |
| Nguyễn Văn Thiệu                                                                                     | Uỷ ban Lãnh đạo Quốc gia               | 14 tháng 6 năm 1965 – 21 tháng 10 năm 1967 | Chủ tịch Uỷ ban Lãnh đạo Quốc gia     | Bản thân                                                   |

### Đệ Nhị Cộng hoà (1967–1975)

#### Tổng thống
| Thứ tự | Hình | Tên (Sinh–Mất)               | Nhiệm kỳ             | Nhiệm kỳ            | Thời gian       | Đảng chính trị                   |
| ------ | ---- | ---------------------------- | -------------------- | ------------------- | --------------- | -------------------------------- |
| 2      |      | Nguyễn Văn Thiệu (1923–2001) | 31 tháng 10 năm 1967 | 21 tháng 4 năm 1975 | 7 năm, 172 ngày | Mặt trận Quốc gia Dân chủ Xã hội |
| 3      |      | Trần Văn Hương (1902–1982)   | 21 tháng 4 năm 1975  | 28 tháng 4 năm 1975 | 7 ngày          | Mặt trận Quốc gia Dân chủ Xã hội |
| 4      |      | Dương Văn Minh (1916–2001)   | 28 tháng 4 năm 1975  | 30 tháng 4 năm 1975 | 2 ngày          | Quân nhân                        |

#### Phó Tổng thống
| Thứ tự | Hình | Tên (Sinh–Mất)               | Nhiệm kỳ             | Nhiệm kỳ             | Thời gian       | Đảng chính trị                   |
| ------ | ---- | ---------------------------- | -------------------- | -------------------- | --------------- | -------------------------------- |
| 2      |      | Nguyễn Cao Kỳ (1930–2011)    | 31 tháng 10 năm 1967 | 29 tháng 10 năm 1971 | 3 năm, 363 ngày | Mặt trận Quốc gia Dân chủ Xã hội |
| 3      |      | Trần Văn Hương (1902–1982)   | 31 tháng 10 năm 1971 | 21 tháng 4 năm 1975  | 3 năm, 172 ngày | Mặt trận Quốc gia Dân chủ Xã hội |
| 4      |      | Nguyễn Văn Huyền (1913–1995) | 28 tháng 4 năm 1975  | 30 tháng 4 năm 1975  | 2 ngày          | Độc lập                          |

## Ấn triện

Ấn triện của Bảo Đại Quốc trưởng
Ấn triện của Tổng thống Ngô Đình Diệm
Ấn triện của Tổng thống Ngô Đình Diệm
Ấn triện của Tổng thống Nguyễn Văn Thiệu